# Карлова Вес (Братислава)
Карлова Вес (слч. Karlova Ves) је градска четврт Братиславе, у округу Братислава IV, у Братиславском крају, Словачка Република.

## Становништво
Према подацима о броју становника из 2011. године градско насеље је имало 32.879 становника.